# Kremlin Films
Kremlin Films  [em russo: КремлинФилмз] é uma empresa cinematográfica criada pelo produtor russo Oleg Kapanets para implementar projetos de filmes russos e internacionais. Um dos principais objetivos da empresa é o desenvolvimento de um mecanismo eficaz de interação entre cineastas, dadas as características do desenvolvimento da indústria cinematográfica em um país particular, com o objectivo de criar magnifícos projetos colaborativos o que seria interessante para o público em todo o mundo. A política e estratégia de negócios da empresa é destinada a participação ativa da Rússia na vida do cinema mundial.
Os Seviços de Produção na Rússia tem uma série de vantagens: como o alto nível geral do grupo de cinema profissional, a disponibilidade de equipamentos modernos, infra-estrutura, grande variedade de locais atrativos para as filmagens e o compromisso com as tradições da mundialmente famosa escola de cinema russo, o custo dos serviços e taxas são mais baixas do que na indústria cinematográfica europeia. Tudo isso permite que o cinema ótima qualidade e preço.
O grupo de empresas liderado por Oleg Kapanets  operando com sucesso desde 1992. Durante esse tempo, havia dezenas de projetos internacionais de cinema com técnicas baseadas.Relações comerciais estabelecidas com um número de estúdios de Hollywood (Warner Brothers, MGM e Paramount) e as principais empresas de cinema independentes na indústria do cinema.A cooperação com grande agência de talentos de Hollywood (ICM, CAA, Endeavor) produz estrelas de cinema de primeira linha para projetos de filmes (A-list star), que fornece o valor comercial dos filmes.Todos os filmes criados pela empresa são vendidos com sucesso nos mercados internacionais de cinema, o atual sistema de distribuição fornece 100% da distribuição internacional.

## Ligações Externas
- Site oficial em Russo
- Kremlin Films no IMDb